# Anatole Kitain
Anatole Kitain (russisch Анатолий Китаин; * 17. September 1903 in Sankt Petersburg; † 30. Juli 1980 in Orange, New Jersey) war ein russisch-amerikanischer Konzertpianist.

## Die frühen Jahre
Anatole Kitain wurde in Sankt Petersburg in eine Familie von Berufsmusikern geboren. Seine Brüder Robert und Boris waren Geiger und sein Bruder Alexander war ebenfalls ein Pianist. Er zeigte früh Begabung, als er seine eigene Nocturne dem erstaunten Alexander Glasunow im Alter von sechs Jahren vorspielte. Er begann seine Studien am Sankt Petersburger Konservatorium, aber die politische Instabilität der damaligen Zeit veranlasste seine Familie, nach Kiew umzuziehen, wo er am Konservatorium unter Sergei Tarnowski studierte. Weitere Pianisten, die am Konservatorium von Kiew während dieser Zeit studierten, waren Vladimir Horowitz, Alexander Uninsky und Alexander Brailowsky. Schließlich wurde Kitain Privatschüler von Felix Blumenfeld, unter dessen wenigen Privatschülern sich auch Simon Barere und Horowitz befanden.

## Flucht
Nachdem er 1923 mit seiner Familie Russland verlassen hatte, gewann Kitain einen Preis im ersten Franz-Liszt-Wettbewerb in Budapest (den ersten Preis bekam Annie Fischer). Kitain ließ sich in Frankreich nieder, aber der Ausbruch des Zweiten Weltkrieges veranlasste ihn, in die USA aus zuwandern. Jedoch stellte sich der erwartete Erfolg nicht ein. Als Versuch eines Neuanfangs änderte er seinen Namen 1944 in Alexander Karinoff, verwendete jedoch zwei Jahre später wieder seinen ursprünglichen Namen. Trotz eines gewissen Erfolges bei Kritikern blieb er jedoch zeitlebens von der allgegenwärtigen Figur seines ehemaligen Mitstudenten Horowitz überschattet.

## Aufnahmen
Er machte mehrere Schallplattenaufnahmen in den USA, darunter eine mit seinem Bruder Robert. Sein letztes Konzert gab er am 22. Oktober 1963. Er starb 1980 in Orange, New Jersey.
Von seinen europäischen Aufnahmen existieren nur noch die für Columbia. Sie zeigen einen Pianisten von vollendeter Technik und Musikalität, mit vielen Ähnlichkeiten seiner Zeitgenossen Horowitz und Barere. Während die zwei letztgenannten allgemein bekannt wurden, starb Kitain in Vergessenheit.